# Lupus non curat numerum (ovium)
 Lupus non curat numerum (ovium)  лат. (изговор: лупус нон курат нумерум (овијум)).  Вук не мари за број (оваца).  Вергилије

## Поријекло изреке
Ову изреку је изрекао велики антички  пјесник Вергилије.

## Тумачење
Вук не мари за број побијених оваца. Он убија преко мјере. Крволок нема мјере.